# Frances Seymour, Duchess of Somerset
Frances Seymour, Duchess of Somerset (auch Frances Thynne) (* 10. Mai 1699; † 7. Juli 1754 in Percy Lodge, Colnbrook) war eine britische Adlige und Dichterin.

## Herkunft und Jugend
Frances Seymour wurde als Frances Thynne vermutlich in Longleat als ältestes Kind und Miterbin von Hon. Henry Thynne und von dessen Frau Grace (um 1676–1725), der Tochter und Erbin von Sir George Strode geboren. Ihr Vater war der älteste Sohn des reichen Landadligen Thomas Thynne, 1. Viscount Weymouth. Frances wuchs zunächst in Longleat, dem Herrenhaus ihres Großvaters auf, wo sie sich mit der Dichterin und Künstlerin Elizabeth Singer anfreundete, die 1710 Thomas Rowe heiratete. Eine weitere frühe Brieffreundin war ihre Großtante Anne Finch, Countess of Winchilsea (1661–1720). Als ihr Vater 1708 starb, zog ihre Mutter mit ihr nach Leweston bei Sherborne, dem Sitz ihres Vaters George Strode.

## Heirat und Leben als Lady Hertford
Mit sechzehn Jahren heiratete Frances am 5. Juli 1715 den Offizier und Höfling Algernon Seymour, Earl of Hertford. Aus unbekannten Gründen zog sich Frances den Hass ihres Schwiegervaters Charles Seymour, 6. Duke of Somerset, des Proud Duke, und ihrer Schwiegermutter Elizabeth Seymour, Duchess of Somerset zu. Als ältester Sohn des Duke of Somerset führte Frances Ehemann den Höflichkeitstitel Earl of Hertford, weswegen Frances nun Countess of Hertford bzw. Lady Hertford genannt wurde. Lord Hertford hatte zur Heirat das Herrenhaus von Marlborough Castle in Wiltshire übertragen bekommen. Er ließ das von seinem Vater begonnene Herrenhaus, das heute ein Teil von Marlborough College ist, vollenden, während Lady Hertford die Gestaltung des Gartens übernahm.

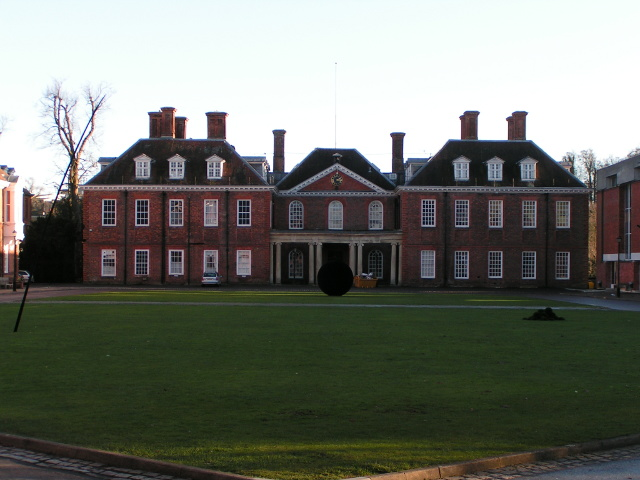
Das Herrenhaus von Marlborough Castle, dem Landsitz von Frances und ihrem Mann Algernon Seymour

Um 1730 besaßen sie dazu einen bescheidenen Landsitz bei St Leonard’s Hill in der Nähe von Windsor, weiterhin besaßen sie ein Stadthaus in London. 1723 wurde Lady Hertford Hofdame (Lady of the Bedchamber) von Caroline, der Princess of Wales, die als Frau von Georg II. 1727 Königin von Großbritannien wurde. Für dieses Amt erhielt sie ein Jahresgehalt von £ 500. Als Königin Caroline 1737 starb, verlor Lady Hertford ihr Amt als Lady of the Bedchamber, wofür sie jedoch eine jährliche Pension in Höhe von £ 400 erhielt. Sie zog sich nun auf ihre Landsitze zurück. 1739 verkauften sie den kleinen Landsitz bei St Leonard’s Hill, nachdem sie im nahe gelegenen Colnbrook in Buckinghamshire Richings erworben hatten. Sie erweiterten das Haus und benannten es in Percy Lodge um.
Nach dem Tod ihres Schwiegervaters erbte ihr Mann am 2. Dezember 1748 den Titel Duke of Somerset, womit Frances zur Duchess of Somerset wurde. Nach dem Tod ihres Mannes am 7. Februar 1750 zog sie sich als Dowager Duchess (Herzoginwitwe) nach Percy Lodge zurück, wo sie auch starb. Sie wurde am 20. Juli 1754 neben ihrem Sohn und ihrem Mann in Westminster Abbey beigesetzt.

## Dichterin und Verfasserin von Briefen
1725 erschienen zwei Gedichte, die Lady Hertford anonym verfasst hatte, in dem Buch A new miscellany being a collection of pieces of poetry von John Dyer. 1734 veröffentlichte Lady Hertfords Freund Isaac Watts in seinem Werk Reliquiae juveniles vier kurze Gedichte, die sie unter dem Pseudonym Eusebia geschrieben hatte. Aufgrund ihrer hartnäckigen Zurückhaltung wurden zu ihren Lebenszeiten die meisten ihrer Gedichte nicht veröffentlicht. Daneben schrieb sie zahlreiche Briefe, besonders an Henrietta Knight, Lady Luxborough, Henrietta Louisa Fermor, Countess of Pomfret, an Isaac Watts, Elizabeth Rowe sowie an Angehörige ihrer Familie. In ihren Briefen befasste sie sich lebhaft mit Literatur und Religion, aber auch mit Hofklatsch und den Vergnügungen des Landlebens. Elizabeth Rowe veröffentlichte 1739 einige wenige dieser Briefe in ihrem Buch Miscellaneous Works, doch wie bei den Gedichten blieben die meisten Briefe von Lady Hertford zu ihren Lebzeiten unveröffentlicht.
Lady Hertford förderte selbst zwei Generationen von Dichtern, darunter Watts, Rowe, Laurence Eusden, James Thomson, John Dyer, Stephen Duck, John Dalton, William Thompson (1712–1766) und William Shenstone, die alle ihrerseits Lady Hertford in ihren Werken lobten. Im Januar 1728 setzte Lady Hertford sich erfolgreich bei Königin Caroline für Thomsons Freund Richard Savage ein, der wegen Mord zum Tode verurteilt worden war und schließlich auf Fürsprache der Königin begnadigt wurde.

## Familie und Nachkommen
Aus ihrer Ehe mit Algernon Seymour hatte Frances zwei Kinder:
- Elizabeth Seymour, 2. Baroness Percy (1716–1776) ⚭ 1740 Hugh Smithson (später Percy), 1. Duke of Northumberland;
- George Seymour, Viscount Beauchamp (1725–1744).

Lady Hertford war zeitlebens eine gläubige anglikanische Christin. Ihre Gläubigkeit wurde noch verstärkt, als ihr einziger, geliebter Sohn während seiner Grand Tour in Italien an den Pocken starb. Beeinflusst von dem Buch Friendship in Death ihrer Freundin Elizabeth Rowe soll sie sich nach dem Tod ihres Sohnes stark für christliche Spiritualität interessiert haben.

## Werke
- The story of Inkle and Yarrico. A most moving tale from the Spectator. Attempted in veres [sic] by the Right Hon. the Countess of ****. J. Cooper, London 1738
- Helen Sard Hughes: The Gentle Hertford. Her life and letters, etc. (The correspondence of Frances Seymour, Countess of Hertford, afterwards Duchess of Somerset.) New York, Macmillian 1940
- Correspondence between Frances, countess of Hartford (afterwards duchess of Somerset) and Henrietta Louisa, countess of Pomfret, between the years 1738 and 1741. R. Phillips, London 1805
- Select letters between the late duchess of Somerset … and others. Dodsley, London 1778